# 4. Maj Kollegierne
4. Maj Kollegierne er en sammenslutning af ni kollegier bygget delvist med midler fra Frihedsfonden som et levende mindesmærke for frihedskampen under besættelsen 1940-45. Det var kontorchef Frederik Rothe, der foreslog opførelsen af 4. Maj Kollegierne.
De ni 4. Maj-kollegier er: 
- 4. Maj Kollegiet i Aabenraa
- 4. Maj Kollegiet i Aalborg
- 4. Maj Kollegiet i Esbjerg
- 4. Maj Kollegiet på Frederiksberg
- 4. Maj Kollegiet i Horsens
- 4. Maj Kollegiet i Marstal
- 4. Maj Kollegiet i Odense
- 4. Maj Kollegiet i Tønder
- 4. Maj Kollegiet i Aarhus

4. Maj Kollegiet på Frederiksberg deler bygning og have med Hassagers Collegium.